# Blízkov
Blízkov är en ort i Tjeckien.   Den ligger i regionen Vysočina, i den centrala delen av landet, 130 km sydost om huvudstaden Prag. Blízkov ligger 494 meter över havet och antalet invånare är 326.
Terrängen runt Blízkov är huvudsakligen platt, men åt nordväst är den kuperad. Blízkov ligger nere i en dal.Runt Blízkov är det ganska tätbefolkat, med 93 invånare per kvadratkilometer. Närmaste större samhälle är Žďár nad Sázavou, 18,1 km norr om Blízkov. Trakten runt Blízkov består till största delen av jordbruksmark.